# Djimalde Dossengar
Djimalde Dossengar (ur. 31 grudnia 1978) – czadyjski piłkarz grający na pozycji prawego obrońcy. W swojej karierze rozegrał 16 meczów w reprezentacji Czadu.

## Kariera klubowa
Całą swoją karierę piłkarską Dossengar spędził w klubie Gazelle FC. W 1998 roku zadebiutował w nim w pierwszej lidze czadyjskiej i grał w nim do 2008 roku. Został z nim wicemistrzem kraju w 2003 roku oraz zdobył dwa Puchary Czadu w latach 2000 i 2001.

## Kariera reprezentacyjna
W reprezentacji Czadu Dossengar zadebiutował 26 lipca 2002 roku w przegranym 0:2 towarzyskim meczu z Sudanem. Od 2002 do 2008 wystąpił w kadrze narodowej 16 razy.